# Derna Polazzo
Derna Polazzo (Trieste, 27 marzo 1912 – Sagrado, 3 gennaio 1994) è stata una cestista e velocista italiana.
È stata tra le pioniere della nazionale femminile, con cui ha giocato la prima partita, Francia-Italia 34-16, il 13 aprile 1930. Segnò un punto.

## Biografia
Partecipò ai Giochi olimpici di Amsterdam 1928 nell'atletica leggera, prendendo parte ai 100 metri piani e alla staffetta 4×100 metri.

## Atletica leggera

### Palmarès
| Anno | Manifestazione  | Sede      | Evento      | Risultato | Prestazione | Note |
| ---- | --------------- | --------- | ----------- | --------- | ----------- | ---- |
| 1928 | Giochi olimpici | Amsterdam | 100 metri   | batteria  |             |      |
| 1928 | Giochi olimpici | Amsterdam | 4×100 metri | 6ª        | 53"6        |      |

### Campionati nazionali
- 1 volta campionessa italiana assoluta degli 80 metri piani (1929)
- 1 volta campionessa italiana assoluta del salto in lungo (1928)
- 2 volte campionessa italiana assoluta della staffetta 4×75 metri (1928, 1929)

1927
- Bronzo ai campionati italiani femminili assoluti, salto in alto - 1,30 m
- Bronzo ai campionati italiani femminili assoluti, salto in lungo - 4,48 m

1928
- Argento ai campionati italiani femminili assoluti, 100 metri piani - n/d
- Bronzo ai campionati italiani femminili assoluti, salto in alto - n/d
- Oro ai campionati italiani femminili assoluti, salto in lungo - 5,05 m
- Oro ai campionati italiani femminili assoluti, staffetta 4×75 metri - 41"4

1929
- Oro ai campionati italiani femminili assoluti, 80 metri piani - 10"8
- Oro ai campionati italiani femminili assoluti, staffetta 4×75 metri - 41"4

## Nuoto

### Statistiche

#### Cronologia presenze e punti in Nazionale
| Cronologia completa delle presenze e dei punti in Nazionale - Italia | Cronologia completa delle presenze e dei punti in Nazionale - Italia | Cronologia completa delle presenze e dei punti in Nazionale - Italia | Cronologia completa delle presenze e dei punti in Nazionale - Italia | Cronologia completa delle presenze e dei punti in Nazionale - Italia | Cronologia completa delle presenze e dei punti in Nazionale - Italia | Cronologia completa delle presenze e dei punti in Nazionale - Italia | Cronologia completa delle presenze e dei punti in Nazionale - Italia |
| Data                                                                 | Città                                                                | In casa                                                              | Risultato                                                            | Ospiti                                                               | Competizione                                                         | Punti                                                                | Note                                                                 |
| -------------------------------------------------------------------- | -------------------------------------------------------------------- | -------------------------------------------------------------------- | -------------------------------------------------------------------- | -------------------------------------------------------------------- | -------------------------------------------------------------------- | -------------------------------------------------------------------- | -------------------------------------------------------------------- |
| 13/04/1930                                                           | Nizza                                                                | Francia                                                              | 34 - 16                                                              | Italia                                                               | Amichevole                                                           | 1                                                                    | [ 3 ]                                                                |
| Totale                                                               |                                                                      | Presenze                                                             | 1                                                                    |                                                                      | Punti                                                                | 1                                                                    |                                                                      |